# هاني شاكر
هاني شاكر (21 ديسمبر 1952 -)، مغني ومطرب مصري ولد في القاهرة، يعتبر من أشهر مطربين الوطن العربي ومن الجيل الذهبي للفن والموسيقى، لُقِّب بأمير الغناء العربي. سطع نجمه من خلال غنائه لملحنين كبار وظهر وسط عمالقة الغناء في مصر مثل عبد الحليم حافظ ومحمد عبد الوهاب وفريد الأطرش.
كان أول ظهور له كمطرب في عام 1972، عندما غنى أغنية من ألحان محمد الموجي، حققت ألبوماته نجاحاً كبيراً تعاون فيها مع كبار الملحنين والكتّاب مثل صلاح الشربيني وحسن أبو السعود وبهاء الدين محمد ومصطفى كامل وخالد البكري وغيرهم. من أشهر أغانيه: (كده برضه يا قمر، غلطة، علي الضحكاية، شاور، الحلم الجميل، جرحي أنا، وياريتني).
فاز هاني شاكر بمنصب نقيب المهن الموسيقية مرتين على التوالي عامي 2015 و2019،

## حياته
ولد هاني في 21 ديسمبر 1952 في القاهرة في مصر، كان والده عبد العزيز شاكر موظفاً في مصلحة الضرائب (توفي عام 1970)، أما والدته فكانت موظفة في وزارة الصحة (توفيت عام 2009).
درس الموسيقى في المعهد العالي للموسيقى (الكونسرفتوار) حتى الإعدادية واشترك خلال هذه الفترة في برامج الأطفال التي كان ينظمها التلفزيون المصري.
أول ظهور له في عالم الفن كان في فيلم "سيد درويش" عام 1966 من إخراج أحمد بدرخان، أدى فيه بدور سيد درويش في صغره، ظهر بعد ذلك مع عبد الحليم حافظ في أغنية "بالأحضان" حيث كان من ضمن الكورال.
كان الموسيقار محمد الموجي هو أول من اكتشف صوت هاني شاكر وذلك عام 1972 عندما غنى له أول أغنية بعنوان "حلوة يا دنيا"، والتي قدم بها الموجي هاني شاكر للجمهور لأول مرة في حفلة أقيمت في ديسيمبر 1972 بمناسبة ميلاده العشرين. قيل أن هذه الأغنية بعدما سمعها الناس في الإذاعة اعتقدوا أنها أغنية جديدة لعبد الحليم حافظ.
اتجه هاني بعدها إلى السينما عام 1973وشارك في فيلم (عندما يغني الحب) مع عادل الإمام وصفاء أبو السعود.
كان عام 1974 مميزا في مسيرة هاني شاكر الفنية إذ قدم مسرحية سندريلا والمداح وشارك في فيلم عايشين للحب، كما أطلق أول ألبوم غنائي له بعنوان "كدة برضو يا قمر" الذي ضم 5 أغاني منها أغنية الموجي "حلوة يا دنيا" والأغنية التي تحمل إسم الألبوم والتي تعتبر الأغنية التي عرفت هاني شاكر بالجمهور.
في عام 1975 اشترك هاني شاكر في فيلم "هذا أحبه وهذا أريده" الذي لاقى الفيلم نجاحاً جماهيرياً كبيراً. أما عام 1981 فقد كانت له تجربة مميزة إذ شارك في مسلسل فوازير الخاطبة مع الفنانة نيللي.
قدم هاني شاكر حوالي 29 ألبوم وتجاوز عدد أغانيه أكثر من 600 أغنية منذ انطلاقته، من أشهر أغانيه: "علي الضحكاية" ، "ولا كان بأمرى" ، "ياريتك معايا" ، "حكاية كل عاشق" ، "الحلم الجميل" ، "قربنى ليك" ، "بعدك ماليش". أما آخر البوم له فصدر في عام 2010 بعنوان "بعدك ماليش" وقد حقق الألبوم نسبة مبيعات عالية. تعامل مع كبار الشعراء والملحنين في الوطن العربي ومنهم حسن أبو السعود؛ مصطفي كامل؛ خالد البكري؛ صلاح الشرنوبي؛ بهاء الدين محمد؛ مجدي النجار وغيرهم.

### حقيقة خلافه مع عبد الحليم حافظ
واجهته في بدايات شائعات كثيرة تدور حول خلافه مع عبد الحليم حافظ لكن سرعان ما انحل سوء التفاهم الذي خلقته الصحافة حيث تم اللقاء بينهما بل وتعدّت إلى حادثتين، أولهما أن عبد الحليم قام بتعديل الميكروفون في إحدى حفلاته والثانية صعوده للمسرح ومشاركته غناء أغنية (كده برضه يا قمر).

### الغياب والعودة
أصدر آخر ألبوماته في عام 2016 بعنوان (اسم على الورق) بعد غياب ستة سنوات حيث كان آخر ألبوماته (بعدك ماليش) الألبومات السابقة كانت من إنتاج شركات خاصة بعدما ألغى عقوده معها بسبب التسويق الإعلاني لألبوماته الأخيرة فقرر الإنتاج على نفقته الخاصة ثم تراجع في ألبوم أحلى الليالي وتعاقد مع (هاي كواليتي) وعاد في ألبومه الأخير إلى شركة (عالم الفن) ومالِكها محسن جابر

### تعينه نقيبا للفنانين المصريين
في يوم الثلاثاء 28 يوليو 2015 فاز بمقعد نقيب الفنانين بعد حصوله على 1060 صوتا من إجمالي 2145 صوتا صحيحا، بينما حصل النقيب السابق الفنان مصطفى كامل على 928 صوتا، وحصل الفنان منير الوسيمي على 31 صوتا وقدّم استقالته في مطلع عام 2017 لكنه تراجع عنه ليبقى في منصبه، الهجوم العنيف الذي تعرض له على خلفية قيامه بإلغاء حفل لـ'عبدة الشيطان'.
ورفض المجلس استقالته، وأكد في بيان أن مجلس إدارة نقابة المهن الموسيقية يرفض 'أي تطاول أو تجاوز على شخص أمير الغناء العربي ونقيب الموسيقيين الفنان هاني شاكر بسبب تصدّيه للخروج عن القيم والمبادئ المجتمعية، حيث أن مكانته الفنية والخلقية تعلو على المسيئين إليه 
في يوليو فاز بانتخابات نقابة المهن الموسيقية بفارق يقترب من 1000 صوت عن أقرب منافسيه من الجولة الأولى وحصل في على 1531 صوتاً مقابل 589 صوتاً للفنان مصطفى كامل

### منعه فناني المهرجانات من الغناء
في عام 2019 قام كممثل لنقابة الفنانين بمنع ستة عشر من مغنيي المهرجانات الشعبية المصرية بناء على مادة من 1978 التي تمنع كل من ليس عضوا في النقابة من إقامة الحفلات الموسيقية، وأرسل بيان يحمل صيغة قرار رسمي بمنع التعامل معهم ورد فيه «أن النقابة تخشى أن يكون من بين هؤلاء من أطلقوا عليهم "عناصر غير مؤهّلين" وقد يكون من بينهم من يخفي أغراضا أخرى لا تمت إلى الفن بصلة بل قد تسيء إلى أمن الوطن»، وتشمل القائمة حمو بيكا، مجدي شطا، كزبرة وحنجرة، فرقة الصاوريخ، العفاريت، العصابة، بصلة، الزعيم، وزة مطرية، عمرو حاحا، الديزل، علاء فيفتي، فريق الكعب العالي، شواحة، أبو ليلة، أندرو الحناوي. وأوردت صحيفة الجمهورية المملوكة للدولة أن «هذا القرار استكمالاً لمسيرة نقابة الموسيقيين في الإصلاح ومحاربة المخالفين لقواعد الفن والموسيقى».

## مشاركته في البرامج التلفزيونية
في نوفمبر 2020 شارك كعضو لجنة تحكيم برنامج اكتشاف المواهب ذا فويس: أحلى صوت على شاشة إم بي سي. كما شارك مؤخراً في برنامج "صوت الحياة" ضمن لجنة التحكيم، بالاشتراك مع الفنانة سميرة سعيد والملحن حلمي بكر على شاشة قناة الحياة المصرية.

## حياته الخاصة
له شقيقين الأكبر ماجد وهو طبيب (توفي عام 1998)، وشقيقه الأصغر محمد.
تزوج من نهلة توفيق في 1982 رزق منها: بابنته «دينا» التي توفيت عام 2011 بعد صراع مع مرض السرطان وابنه «شريف مواليد 1987»

## أعماله

### الألبومات[18]
| الألبوم                                                        | العام | المنتج                          |
| -------------------------------------------------------------- | ----- | ------------------------------- |
| اليوم جميل                                                     | 2024  | كيوب ميوزيك                     |
| كن فيكون                                                       | 2016  | صوت القاهرة                     |
| اسم علي الورق                                                  | 2016  | هاي كواليتي                     |
| أغلى بشر                                                       | 2014  | روتانا                          |
| بعدك ماليش                                                     | 2010  | أرابيكا                         |
| حبيبي.. حياتي.. ألبوم صور                                      | 2009  | عالم الفن                       |
| أحلى الليالي                                                   | 2007  | هاي كواليتي                     |
| قربني ليك                                                      | 2005  | عالم الفن                       |
| بحبك يا غالي                                                   | 2003  | عالم الفن                       |
| بحبك أنا                                                       | 2002  | عالم الفن                       |
| جرحي أنا                                                       | 2000  | هاي كواليتي                     |
| ياريتني                                                        | 1999  | هاي كواليتي                     |
| الحلم الجميل                                                   | 1998  | روتانا                          |
| تخسري                                                          | 1997  | روتانا                          |
| ليه منحلمش                                                     | 1995  | روتانا                          |
| ولا كان بأمري                                                  | 1994  | توب تيب                         |
| قلبى ماله                                                      | 1994  | توب تيب                         |
| كله يهون                                                       | 1993  | توب تيب                         |
| صدقني                                                          | 1992  | موريفون                         |
| شاور                                                           | 1991  | توب تيب                         |
| بعشق ضحكتك                                                     | 1990  | غولدن كاسيت                     |
| هوه اللي اختار                                                 | 1990  | غولدن كاسيت                     |
| من غير ليه                                                     | 1990  | صوت الحب للإنتاج الفني والتوزيع |
| حكاية كل عاشق                                                  | 1989  | توب تيب                         |
| معاك                                                           | 1989  | توب تيب                         |
| وصلنا لفين                                                     | 1988  | عالم الفن                       |
| على الضحكاية                                                   | 1987  | هاي كواليتي                     |
| صدقيني                                                         | 1986  | موريفون                         |
| نعم ياحبيبى- ألبوم يتضمن أغاني العندليب الأسمر عبد الحليم حافظ | 1985  | توب تيب                         |
| لا يا حبيبي                                                    | 1984  | توب تيب                         |
| الحب ملوش كبير                                                 | 1983  | توب تيب                         |
| كده برضه يا قمر                                                | 1975  | صوت الحب للإنتاج الفني والتوزيع |
| تسلملي عيونه                                                   | 1973  | ستار                            |
| ياريتك معايا                                                   | 1974  | صوت الحب للإنتاج الفني والتوزيع |

### فيديو كليبات
| الأغنية               | المخرج            | المنتج            | العام |
| --------------------- | ----------------- | ----------------- | ----- |
| على الضحكاية          |                   | هاي كواليتي       | 1987  |
| بلدي ديو مع محمد ثروت |                   | صوت الدلتا        | 1994  |
| لو يعني               | عادل عوض          | هاي كواليتي       | 1993  |
| متهدديش               | عادل عوض          | هاي كواليتي       | 1993  |
| ولا كان بأمري         | عادل عوض          | هاي كواليتي       | 1994  |
| قلبي مالو             |                   | هاي كواليتي       | 1994  |
| معقول                 | عادل عوض          | هاي كواليتي       | 1994  |
| ما نحلمش              | حسين دعيبس        | art الموسيقى      | 1995  |
| في كل شارع            | عادل عوض          | art الموسيقى      | 1997  |
| بيسموكي القمر         | محسن أحمد         | هاي كواليتي       | 1999  |
| غلطة                  | طارق العريان      | art الموسيقى      | 1997  |
| تخسري                 | محسن أحمد         | art الموسيقى      | 1998  |
| نسيانك صعب أكيد       | عادل عوض          | art الموسيقى      | 1995  |
| ما تلومش غيرك يا قلبي | محمد العجمي       | art الموسيقى      | 1996  |
| الحلم الجميل          | جميل جميل المغازي | هاي كواليتي       | 1998  |
| لو بتحب               | ساندرا            | art الموسيقى      | 1998  |
| المفروض               | جميل جميل المغازي | ريلاكس إن         | 1999  |
| يا ريتني              | مازن الجبلي       | هاي كواليتي       | 1999  |
| جرحي أنا              | محسن أحمد         | هاي كواليتي       | 2000  |
| على باب القدس         | محسن أحمد         | art الموسيقى      | 2000  |
| بحبك أنا              | طوني أبو الياس    | عالم الفن         | 2002  |
| لسه بتسألي            | أحمد المهدي       | عالم الفن         | 2002  |
| بحبك يا غالي          | جينز خافيير       | عالم الفن         | 2003  |
| قربني ليك             | جميل جميل المغازي | عالم الفن         | 2005  |
| هو أنا أنسى           | صفوان مصطفى نعمو  | هاي كواليتي       | 2007  |
| ألبوم صور             | وليد ناصيف        | أرابيكا           | 2009  |
| علمني أسباب الفرح     | خالد الحجر        | أرابيكا           | 2010  |
| أحلى الذكريات         | جميل جميل المغازي | أرابيكا           | 2010  |
| بعدك ماليش            | وليد ناصيف        | أرابيكا           | 2009  |
| أنا قلبي ليك          | ياسر سامي         | هاي كواليتي       | 2012  |
| حبيبي حياتي           | فادي حداد         | عالم الفن         | 2012  |
| صوت الشهيد مصرنا      | محمد عبد الجواد   | هاني شاكر         | 2013  |
| نعم الملوك            |                   | هاني شاكر         | 2014  |
| أوبريت اليمن          | عادل عوض          | علي السنيدار      | 2015  |
| هشكي لمين يا عيني     | نبيل مكاوي        | بي إم جي مصر      | 2018  |
| وعد مني               | نبيل مكاوي        | بي ام جي مصر      | 2018  |
| كيف بتنسى             | هنا حافظ          | هاني شاكر         | 2020  |
| بقالي كثير            | بتول عرفة         | لايف ستايل ستديوز | 2021  |
| لو سمحتوا             | نضال هاني         |                   | 2021  |
| يا ويل حالي           | مازن نيازي        | كيوب ميوزيك       | 2024  |
| تعباني حياتي          | مازن نيازي        | كيوب ميوزيك       | 2024  |
| في حل                 | مازن نيازي        | كيوب ميوزيك       | 2024  |

### الأفلام
- (1975): هذا أحبه وهذا أريده[20]
- (1974): عايشين للحب
- (1973): عندما يغني الحب
- (1966): سيد درويش

### المسرحيات
- (1978): مصر بلدنا.
- (1974): سندريلا والمداح

### الأوبريتات
شارك في العديد من الأوبريتات الوطنية أهمها:-
- (2001): «أنشودة العروبة» في السعودية في مهرجان الجنادرية.

## جوائز وتكريمات
كُرِّم في مسيرته بالعديد من الجوائز لكن أهمها هي الجوائز التي حصل عليها:
- تونس: وسام الاستحقاق: الذي كرّمه به الرئيس زين العابدين بن علي. وهو ثاني من يحصل على هذا الوسام بعد المطربة فيروز.[8]
- فلسطين: جائزة فلسطين: قدّمها له صائب عريقات بعد أن كان أول الفنانين الذين غنوا في فلسطين. أحسن مطرب في العشر سنين الأخيرة: حازها في استفتاء جماهيري أقيم في تونس.[8]
- المغرب: تم تقليده عام 2015 بمناسبة الذكرى ال52 ل ميلاد ملك المغرب محمد السادس في قصر مرشان بطنجة، بالوسام العلوي من درجة قائد.[21][22]
- لبنان:تكريم في مهرجان الزمن الجميل بدورته السادسة عن مجمل مسيرته الفنية 2023[23]

## وصلات خارجية
- هاني شاكر على موقع ميوزك برينز (الإنجليزية)
- هاني شاكر على موقع أول ميوزيك (الإنجليزية)
- هاني شاكر على موقع ديسكوغز (الإنجليزية)